# 奧斯科略山
15°26′52″S 72°29′20″W / 15.44778°S 72.48889°W
奧斯科略山（Usqullu），是秘魯的山峰，位於該國南部阿雷基帕大區的卡斯蒂利亞省，處於瓦加帕爾卡山西北面和普馬蘭拉山東北面，屬於安第斯山脈的一部分，海拔高度約5,000米。